# Жирардон, Мишель
Мише́ль Анрие́тт Ле́он Жирардо́н (фр. Michèle Henriette Léone Girardon; 9 августа 1938, Лион, Франция — 25 марта 1975, там же) — французская актриса.

## Биография
Мишель дебютировала в кино в 1956 году и к 1971 году, сыграв в 35-ти фильмах и телесериалах, она окончила кинокарьеру. Наиболее известные кинороли Жирардон были сыграны в конце 1950-х-начале 1960-х годов в фильмах «Смерть в этом саду» (1956), «Любовники» (1958) и других.
В течение 1960-х годов Жирардон завязала романтические отношения с женатым испанским актёром Хосе Луисом Де Вильялонга, с которым она впервые встретилась на съемочной площадке Любовники. Пара жила вместе на протяжении большей части 1960-х годов. К 1971 году актерская карьера Жирардон закончилась, и после окончательного развода в 1972 году Де Вильялонга разорвал отношения с ней, чтобы жениться на другой женщине, Урсуле Дитрих. 
Находясь в депрессии из-за неудач в карьере и личной жизни, 36-летняя Мишель покончила жизнь самоубийством 25 марта 1975 года, отравившись лекарствами. Похоронена на Кладбище Баньё.

## Фильмография

### Кинематограф
- 1956 — Смерть в этом саду / La Mort en ce jardin (Луис Буньюэль) — Мария Кастин
- 1958 — Да здравствуют каникулы / Vive les vacances (Жан-Марк Тибо и Жан Лавирон — Грациелла
- 1958 — Любовники / Les Amants (Луи Маль) — секретарша
- 1959 —  Вы ничего не хотите заявить? / Vous n'avez rien à déclarer? (Клеман Дюур) — Полетта
- 1959 — Знак Льва / Le Signe du Lion (Эрик Ромер) — Доминик Лоран
- 1960 — Фальшивый принц / Il principe fusto (Маурицио Арена) — Сьюзен Бертон
- 1960 — Добыча для тени / La Proie pour l'ombrede (Александр Астрюк) — Анита
- 1961 — Мятеж / L'Ammutinamento (Сильвио Амадо) — Анна
- 1962 — Виржини / Virginie (Жан Буайе) — Бетти
- 1962 — Семь смертных грехов / Les Sept Péchés capitaux; эпизод «Гордыня» / L'Orgueil (Роже Вадим) — Хозяйка
- 1962 — Хатари! / Hatari! (Говард Хоукс) — Бетти Делакур
- 1963 — Португальские каникулы / Vacances portugaises (Пьер Каст) — Женевьева
- 1963 — Антар непобедимый / Anthar l'invincible (Антонио Маргерити) — принцесса Сорайя
- 1963 — Скарамуш / Scaramouche (Антонио Исаси-Исасменди) — Диана
- 1963 — Булочница из Монсо / La Boulangère de Monceau (Эрик Ромер) (к/м) — Сильви
- 1964 — Пирамида сынов Солнца / Die Pyramide des Sonnengottes (Роберт Сьодмак) — Жозефа
- 1964 — Великолепный рогоносец / Il magnifico cornuto (Антонио Пьетранджели) — Кристиана
- 1964 — Жан Марк, или Семейная жизнь / Jean-Marc ou la Vie conjugale (Андре Кайат) — Патрисия
- 1964 — Франсуаза, или Семейная жизнь / Françoise ou la Vie conjugale (Андре Кайат) — Патрисия
- 1965 — Сокровище ацтеков / Der Schatz der Azteken (Роберт Сьодмак) — Жозефа
- 1965 — Час истины / L'Heure de la vérité (Анри Калеф) — Шери
- 1966 — Нежный проходимец / Tendre Voyou (Жан Беккер) — девушка из Рица
- 1968 — Странная игра / Drôle de jeu (Пьер Каст и Жан-Даниэль Полле) — Хлое
- 1968 — Я дорого продам свою шкуру / Vendo cara la pelle (Этторе Мария Фидзаротти) — Джорджиана
- 1969 — Красные розы для Анжелики / Rose rosse per Angelica (Стено) — Антуанетта Ла-Флеш
- 1970 — Ализ и Хлое / Alyse et Chloé (Рене Генвиль) — Хлое
- 1971 — Девочки-модели / Les Petites Filles modèles (Жан-Клод Руа) — мадам де Флёрвиль
- 1971 — Ну кто же сделал мне этого ребенка? / Mais qui donc m'a fait ce bébé? (Мишель Жерар) — Виржини

### Телевидение
- 1962 — Палюди / Paludi, телефильм (Жильбер Пино) — Жиневра
- 1964 — Всё, что вы попросите / Tout ce que vous demanderez, телефильм (Жан-Поль Каррер) — Сесиль Гландье
- 1966 — Анатоль / Anatole, телефильм (Жан Валер) — Габриель
- 1966 — Дружеский подарок / Mésentente cordiale, телесериал — Джули Уэллс
- 1967 — Рыцари неба / Les Chevaliers du ciel телесериал (Франсуа Вилье) — Николь
- 1968 — Ядерщики / Les Atomistes, телесериал (Леонард Кежель) — Жизель
- 1968 — Мрамор и алмаз / Marmor und Diamanten, эпизод немецкого сериала Граф Йостен честь имеет (Имо Москович) — Джина
- 1968 — Мир Пиранделло / Il mondo di Pirandello, телесериал — Габриела Ванци
- 1970 — Танг / Tang, телесериал — Кора